# Saison 3 de L'Homme qui valait trois milliards
Pour un article plus général, voir Liste des épisodes de L'Homme qui valait trois milliards.
Cet article présente les épisodes de la Saison 3 de L'Homme qui valait trois milliards.

## Épisodes

### Le Retour de la femme bionique -1repartie
- Titre original : The Return of the Bionic Woman - Part 1
- Durée : 50 minutes
- Épisode n° 3-1. Première diffusion aux États-Unis : 14 septembre 1975
- Scénariste : Kenneth Johnson
- Producteur : Kenneth Johnson
- Producteur exécutif : Harve Bennett
- Réalisateur : Richard Moder
- Distribution :
  - Lee Majors : Steve Austin
  - Richard Anders
  - M.E. Lorange : Infirmière
- Résumé :

Steve Austin apprend avec stupeur que sa fiancée, Jaimie, qu'il croyait morte sur la table d'opération à la suite d'un grave accident, a été maintenue en vie grâce à une expérience de cryogénisation. Un des assistants du docteur Rudy Wells, Michael Marchetti, est à l'origine de l'expérience.
- Commentaires :
  - Martin E. Brooks (en) succède à Alan Oppenheimer dans le rôle du Dr Rudy Wells.
  - Dans tout l'épisode et aussi dans le suivant le Dr Michael Marchetti est appelé « Michel ».
  - Lorsque Steve aperçoit Jaimie pour la seconde fois (15 min 05 s), il est impossible qu'il puisse se déplacer aussi vite avec son fauteuil roulant. En effet, seul un de ses bras est bionique ce qui aurait pour conséquence de faire tourner son fauteuil en rond. La même erreur peut être relevée avec un canoë dans l'épisode La Femme Bionique - 1re partie de la saison précédente.
  - A la fin de la dispute que Steve Austin a avec Rudy et Oscar, Lee Majors semble rater une ligne de son texte (23 min 44 s). En effet, il se tourne vers Martin E Brooks et l'appelle Oscar, puis après un léger temps d'arrêt en direction de Richard Anderson il revient vers Brooks et l'appelle Rudy. La version française a conservé ce dialogue quelque peu curieux.

### Le Retour de la femme bionique –2epartie
- Titre original : The Return of the Bionic Woman - Part 2
- Durée : 50 minutes
- Épisode n° 3-2. Première diffusion aux États-Unis : 21 septembre 1975
- Scénariste : Kenneth Johnson
- Producteur : Kenneth Johnson
- Producteur exécutif : Harve Bennett
- Réalisateur : Richard Moder
- Distribution :
  - Lee Majors : Steve Austin
  - Richard Anderson : Oscar Goldman
  - Lindsay Wagner : Jaimie Sommers
  - Martin E. Brooks (en) : Docteur Rudy Wells
  - Dennis Patrick : Carlton Harris
  - Richard Lenz : Michael Marchetti
  - Ford Rainey : Jim Elgin
  - George Keymas : Arkoff
  - Larry Delaney : Homme sur le court de tennis
  - Virginia Gregg : Mme Raymond
- Résumé :

Jaimie Sommers est devenue amnésique, mais Rudy Wells et Michael Marchetti ne savent pas si ce sera temporaire ou permanent. Ils craignent que si la mémoire lui revient, Jaimie souffre à nouveau des mêmes douleurs insoutenables à la tête qui l'ont conduite à la mort la première fois. Steve Austin emmène Jaimie à Ojai, leur ville natale, afin de stimuler sa mémoire, en espérant que cela ne lui fasse pas plus de mal que de bien. Dans un deuxième temps, Jaimie est envoyée en mission avec Steve, mais des problèmes surviennent à nouveau, mettant les deux en péril.
- Commentaires :
  - On retrouve dans cet épisode Virginia Gregg qui jouait le rôle d'une vendeuse de fruits et légumes dans l'épisode 4 de la saison 2, Madame le Premier Ministre.
  - Lorsque Jaimie se remémore d'avoir cassé son verre de jus d'orange (06 min 06 s), la séquence tirée de La Femme Bionique - 1re partie est diffusée à l'envers, avec Jaimie à droite de l'image par rapport à l'originale. Par conséquent, elle brise le verre avec sa main gauche alors que c'est son bras droit qui est bionique.
  - Traduction qui trahit la version française québécoise : lorsque Steve, Oscar et Rudy regardent un premier enregistrement de Jaimie (24 min 08 s), Rudy demande à son assistant de leur montrer « les autres rubans ». Il aurait dû dire « les autres bandes ».
  - Lorsque Steve court vers le complexe industriel du méchant, il porte des chaussures noires que l'on voit parfaitement lorsqu'il saute par-dessus la caméra (33 min 21 s). Dans tous les autres plans de la séquences, Steve porte des chaussures blanches. De plus, au début, il ne porte rien sur lui. Pourtant, une fois dans le complexe industriel, on le voit avec un sac à bandoulière (34 min 01 s).
  - Les deux gros interrupteurs rouges sont programmés pour exploser s'ils ne sont pas actionnés simultanément (30 min 49 s). Pourtant rien ne se passe lorsque Steve actionne le sien seul (38 min 12 s).

### Le Prix de la Liberté
- Titre original : The Price of Liberty
- Durée : 50 minutes
- Épisode n° 3-3. Première diffusion aux États-Unis : 28 septembre 1975
- Scénaristes : Histoire de Justin Edgerton et Kenneth Johnson, écrit par Kenneth Johnson
- Producteur : Kenneth Johnson
- Producteur exécutif : Harve Bennett
- Réalisateur : Richard Moder
- Distribution :
  - Lee Majors : Steve Austin
  - Richard Anderson : Oscar Goldman
  - Chuck Connors : Neils Lindstrom
  - Henry Beckman : Robert Meyer
  - Scott B. Wells : Homme
  - Bill Quinn : Tom
  - George Ranito Jordan : Bill
  - Joe Brooks : Portier
  - Sandy Ward : Doug Witherspoon
- Résumé :

Un expert en explosifs, malade du cœur, ayant travaillé pour l’aérospatiale et licencié, a volé la fameuse cloche "Liberty Bell" et l’a enfermée dans un camion piégé. En échange de la méthode pour désamorcer la bombe, il réclame 5 millions de dollars et un moyen de s’échapper. Malheureusement, il meurt subitement d’une crise cardiaque. Steve Austin va devoir travailler avec un prisonnier, lui aussi expert en explosifs, pour désamorcer la bombe.
- Commentaires :
  - Malgré le fait que Robert Meyer a volé la cloche "Liberty Bell" à Philadelphie, l'ensemble de l'épisode se déroule dans des décors typiquement californiens faits de montagnes et d'étendues désertiques.
  - La rançon est constituée de billets de 1000 dollars pour des raisons de crédibilité quant au poids : 5 millions de dollars pèsent 5 kg en coupures de 1000 dollars contre 50 kg en coupures de 100. Pourtant ces billets ne sont plus imprimés depuis 1946 et ont été retirés de la circulation le 14 juillet 1969[1]. Il n'en reste que 165372 officiellement en circulation[2].
  - À plusieurs reprises, lorsque la rançon est montrée, il s'agit de liasses de 100 000 dollars plutôt ressemblants (18 min 00 s). Lorsque Meyer est victime de sa crise cardiaque (18 min 40 s), les billets ne sont plus attachés et s'envolent au vent, sûrement pour un effet visuel plus frappant. A cet instant il apparait clairement qu'il s'agit d'accessoires et non plus de billets crédibles.
  - Pour des raisons scénaristiques, l'Histoire a été modifiée : Doug affirme qu'un suédois du nom de Sven Bergmann a réparé la cloche après sa fissure de 1752 (39 min 53 s). Or c'est dans l'atelier de deux fondeurs de Philadelphie, John Pass et John Stow sur Second Street, que la cloche fut brisée en petits morceaux qui furent fondus avant d'être transformés en une nouvelle cloche en 1753[3].

### Espionnage en musique
- Titre original : The Song and Dance Spy
- Durée : 50 minutes
- Épisode n° 3-4. Première diffusion aux États-Unis : 5 octobre 1975
- Scénariste : Jerry Devine
- Producteur : Lionel E. Siegel
- Producteur exécutif : Harve Bennett
- Réalisateur : Richard Moder
- Distribution :
  - Lee Majors : Steve Austin
  - Richard Anderson : Oscar Goldman
  - Sonny Bono : John Perry
  - Victor Mohica : Lee Michaels
  - Bruce Glover : M. Buckner
  - Robin Clarke : Damon
  - Fred Holliday : Crawford
  - Jayne Kennedy : Louise
  - Susan McIver : Laura
  - Susie Coelho (en) : Linda
- Résumé :

John Perry est un célèbre artiste et l'ancien colocataire de Steve Austin à l'université. Malgré leur amitié, Oscar le soupçonne de servir d’agent de liaison pour une bande d’espions. L’espion qui lui fournissait les cassettes à transmettre à son réseau a été assassiné. Malgré les apparences qui sont contre lui, Steve ne croit pas un seul instant en la culpabilité de son ami. Il décide de le suivre en tournée aux Philippines afin de le protéger et de découvrir qui est le véritable agent de liaison.
- Commentaires :
  - Susie Coelho (en), qui joue le rôle de Linda, a été mariée à Sonny Bono de 1981 à 1984[4] après avoir entretenu une relation avec lui depuis son divorce d'avec Cher en juin 1975[5],[6].
  - Seconde apparition dans la série pour Bruce Glover qui joue le rôle de Buckner (15 min 12 s) et est notamment connu pour son rôle de Mr Wint l'un des deux tueurs du film Les diamants sont éternels de la saga James Bond.
  - Lorsque Steve soulève et retire un break garé en double file (06 min 36 s), seule l'ombre du chariot élévateur est perceptible. Mais lorsque la caméra recule, nous pouvons clairement voir le "bras" du chariot élévateur dans le coin inférieur droit du plan.
  - Connaissant bien les procédures de sécurité en avion, pourquoi Steve n'attache-t-il pas la ceinture de John qui dort lorsque le pilote le demande à tout le monde pour l'atterrissage (17 min 45 s) ?
  - Steve sort de la salle de bain de son hôtel à Guam quand John fouille dans son portefeuille (20 min 21 s). Steve a de la crème à raser sur le visage mais commence à l'essuyer sans se raser.
  - À l'aéroport de Manille, le haut-parleur annonce l'arrivée d'un vol militaire en provenance de la base Andrews à Guam (29 min 04 s), mais la base s'appelle Andersen Air Force Base comme on peut le voir plus tôt sur la banderole du concert de John Perry (27 min 14 s).
  - L'avion que prend Steve pour quitter Guam possède une peinture camouflage (32 min 18 s), il s'agit d'un F-104 Starfighter. Celui qui se pose à Manille est argenté avec U.S. AIR FORCE peint sur le fuselage (32 min 29 s) et c'est un F-105 Thunderchief.

### L'Enfant loup
- Titre original : The Wolf Boy
- Durée : 50 minutes
- Épisode n° 3-5. Première diffusion aux États-Unis : 12 octobre 1975
- Scénariste : Judy Burns
- Producteur : Lionel E. Siegel
- Producteur exécutif : Harve Bennett
- Réalisateur : Jerry London
- Distribution :
  - Lee Majors : Steve Austin
  - Richard Anderson : Oscar Goldman
  - John Fujioka (en) : Kuroda
  - Buddy Foster : Enfant-Loup
  - Quinn Redeker : Bob Masters
  - Teru Shimada : Shige Ishikawa
  - Bill Saito : Toshio
  - Rollin Moriyama : Japonais
  - Shizuko Hoshi : Japonaise
- Résumé :

Kuroda, le pilote japonais que Steve avait trouvé caché sur une île isolée, ignorant que la guerre était terminée, lors de l'épisode 14 de la deuxième saison, est chargé d'enquêter sur des rapports concernant un jeune homme qui vivrait avec des loups sur l'île japonaise de Hoyoko. Kuroda invite Steve à se joindre à lui dans cette recherche. Malgré les objections d'Oscar Goldman, Steve se rend au Japon car il pense que le jeune est le fils d'un ambassadeur américain et de sa femme, disparus quelques années plus tôt.
- Commentaires :
  - L'île d'Hoyoko, dont le nom apparait principalement au tout début de l'épisode, est entièrement fictive. Son nom semble être un composé de Tokyo et de Hokkaido, la deuxième grande île du Japon.
  - Un autre méchant de James Bond fait une apparition dans cet épisode. Teru Shimada a joué le rôle de M. Osato dans On ne vit que deux fois (1967).
  - Steve goûte pour la première fois aux sushis, et n'aime pas trop ça. Il semble être plutôt steak et pommes de terre.
  - Au tout début de l'épisode on aperçoit des images de loups, alors qu'il chasse l'Enfant-Loup, Steve découvre un piège à loups et plus tard, Steve et Kuroda découvrent l'Enfant-Loup en train de pleurer sur le corps d'un loup mort (17 min 56 s). La dernière observation d'un loup sauvage au Japon remonte à 1905. À l'époque de l'épisode, les loups sauvages avaient disparu depuis des décennies[7].
  - Lorsque Steve rencontre l'Enfant-Loup dans la forêt (19 min 37 s), il porte un sac à dos orange. Plus tard, lorsqu'il le poursuit, il ne porte plus ce sac à dos (19 min 53 s), mais quand il le rattrape, le sac à dos revient (20 min 20 s).

### Essai mortel
- Titre original : The Deadly Test
- Durée : 50 minutes
- Épisode n° 3-6. Première diffusion aux États-Unis : 19 octobre 1975
- Scénariste : James D. Parriott
- Producteur : Lionel E. Siegel
- Producteur exécutif : Harve Bennett
- Réalisateur : Christian I. Nyby II
- Distribution :
  - Lee Majors : Steve Austin
  - Richard Anderson : Oscar Goldman
  - Tim O'Connor : Colonel Joe Gordon
  - Erik Estrada : Prince Aram Sakari
  - Frank Marth : Docteur Winslow
  - Martin Speer : Sol Levy
  - Leigh Christian : Lieutenant Jan Simmons
  - Harry Pugh : Pratt
  - Helen Magee : Margaret
  - William Scherer : Jim Barrows
- Résumé :

Steve effectue son devoir de réserve obligatoire dans l'US Air Force en remplaçant temporairement le colonel Joe Gordon, commandant de l'école de pilotes d'essai de la base aérienne Edwards. Un certain nombre de problèmes mécaniques surviennent sur des vols militaires et commerciaux dans la zone de la base et aux alentours. Steve cherche à découvrir le responsable de ces sabotages et très vite, il réalise qu'un complot fomenté par un pays du Moyen-Orient vise à abattre l'avion du Prince d'un pays voisin.
Lorsque Steve découvre que ces problèmes sont liés à ses propres dysfonctionnements bioniques, il doit rapidement découvrir qui est à l'origine de ces défaillances et, en fin de compte, qui est leur cible pour éviter de nouvelles attaques contre la vie du prince et empêcher les deux pays de s'affronter. Parallèlement, Steve doit gérer les vives tensions entre le Prince et un capitaine israélien.
- Commentaires :
  - On reconnaît, dans le rôle du Prince, Erik Estrada qui jouera le rôle de l'officier Francis Llewellyn « Ponch » Poncherello dans la série télévisée CHiPs diffusée de 1977 à 1983 aux USA.
  - C'est l'un des rares épisodes dans lequel nous voyons Steve en position de commandement, plutôt que de simplement recevoir des ordres d'une autorité militaire supérieure, ou d'Oscar.
  - La même erreur est commise que dans l'épisode 4, Espionnage en musique : lorsque Steve est en vol pour Edwards (00 min 21 s), l'avion est un F-104 Starfighter. À l'atterrissage, il s'agit d'un F-105 Thunderchief (06 min 34 s), d'ailleurs la séquence est celle qui avait déjà été utilisée lors de l'épisode 4.
  - Lorsque Steve dit à Levy et Sakari de « laisser votre politique au vestiaire », l'horloge de la pièce indique 18:03 (30 min 32 s). Quelques minutes plus tard, lorsque Winslow entre dans la pièce où est affiché le programme des vols, l'horloge de cette pièce indique 10:10 (31 min 38 s).
  - Vers la fin, lorsque le diabolique Dr. Winslow essaie de quitter la base aérienne dans son van rouge, il tire sur le pneu avant droit de la voiture de la police militaire, qui se retrouve à plat (40 min 28 s). Dans la scène suivante, il passe devant la même voiture et le pneu est complètement gonflé (40 min 33 s).
  - Lorsque Steve lance le missile vers le van rouge, on voit clairement le fil qui le maintient en l'air (43 min 54 s).

### Cible dans le ciel
- Titre original : Target in the Sky
- Durée : 50 minutes
- Épisode n° 3-7. Première diffusion aux États-Unis : 26 octobre 1975
- Scénariste : Larry Alexander
- Producteur : Kenneth Johnson
- Producteur exécutif : Harve Bennett
- Réalisateur : Jerry London
- Distribution :
  - Lee Majors : Steve Austin
  - Richard Anderson : Oscar Goldman
  - Denny Miller : Jeremy Burke
  - Barbara Rhoades : Kelly Wixted
  - Rafer Johnson : Thaddeus Jones
  - Ivor Francis (en) : Docteur Morton Craig
  - Hank Stohl : Ben Cosgrove
  - Skeeter Vaughan : Charlie Two Feathers
- Résumé :

À la suite de la disparition d'un agent du gouvernement qui a signalé l'installation d'un système de missiles près d'un camp forestier, Steve se fait embaucher comme bûcheron par l'entreprise d'abattage Wixted. Très vite, il se heurte à l'opposition du contremaître Jeremy Burke et suppose que le missile a pour but de détruire un avion qui survolera la forêt.
Oscar détermine que le système de missiles provient d'une installation dirigée par le Dr Morton Craig, qui arrive au camp juste au moment où l'avion, transportant des hommes clés du cabinet du Président, doit le survoler.
- Commentaires :
  - Lors du test que Burke fait passer à Steve, le diamètre du tronc est nettement plus petit sur les plans rapprochés (07 min 32 s) où l'on voit Steve que sur les plans plus larges (07 min 29 s). Ces derniers ont été tirés du long métrage Sometimes a Great Notion, comme le précise le producteur Kenneth Johnson dans son commentaire sur la version américaine sortie en vidéo en 2010.
  - Nous apprenons dans cet épisode que Steve était l'un des pilotes qui ont survolé Cuba pendant la crise des missiles de Cuba en 1962.
  - Le camion que Steve et Jeremy conduisent contient des grumes de tailles et de nombres différents selon les plans à 12 min 35 s puis 12 min 42 s.
  - Alors que Steve et Jeremy sont en équilibre sur un tronc flottant, Steve se met à courir de façon bionique faisant tourner le tronc rapidement (16 min 02 s) et Jeremy finit dans la rivière. Mais pendant qu'il tombe, le tronc ne tourne pas (16 min 21 s).
  - L'avion de ligne est censé voler à 40 000 pieds (un peu plus de 12 kilomètres) (41 min 56 s), ce qui signifie qu'il n'est pas aussi proche qu'on le montre à la fin de l'épisode (44 min 09 s). Les pilotes ne devraient pas être non plus en mesure de voir les explosions aussi loin du sol (44 min 38 s).

### Passe croisée
- Titre original : One of Our Running Backs is Missing
- Durée : 50 minutes
- Épisode n° 3-8. Première diffusion aux États-Unis : 2 novembre 1975
- Scénariste : Kenneth Johnson et Elroy Schwartz
- Producteur : Kenneth Johnson
- Producteur exécutif : Harve Bennett
- Réalisateur : Lee Majors
- Distribution :
  - Lee Majors : Steve Austin
  - Richard Anderson : Oscar Goldman
  - Larry Csonka : Larry Bronco
  - Pamela Csonka : Pam Bronco
  - Dick Butkus : Bobby La Port
  - Mike Henry : Tatashore
  - Carl Weathers : Stolar
  - Al Checco : George Yokum
  - Les Josephson : Rick La Port
  - Russ Grieve : Entraîneur
  - Earl Faison : Ailes
  - Russ McGinn : Ernie
  - Tom Mack : Kibbie
- Résumé :

La veille d'un match de football important au Rose Bowl, le running back vedette Larry Bronco est drogué et kidnappé par Bobby La Port, un autre joueur mécontent. Son plan est d'empêcher Bronco d'assister au match et d'influencer ainsi le score final. Cela permettra à La Port et à sa bande de kidnappeurs de faire fortune en pariant sur l'écart de points avant le match. Steve se lance à sa recherche.
- Commentaires :
  - Lee Majors a réalisé cet épisode, ce sera le seul de la série et son unique expérience comme metteur en scène.
  - Un épisode très personnel et plutôt taillé sur mesure pour Lee Majors au regard de sa propre carrière de footballeur. En effet, avant d'être acteur, il a fait de l'athlétisme et du football à la Middlesboro High School (en) d'où il est sorti diplômé en 1957. Transféré de l'Université d'Indiana à l'Eastern Kentucky University de Richmond, dans le Kentucky[8], il participe à son premier match l'année suivante, mais souffre d'une grave blessure au dos qui le laisse paralysé pendant deux semaines et mettra fin à sa carrière de footballeur universitaire.
  - Larry Csonka qui joue le rôle de Larry Bronco était à l'époque le running back vedette des Miami Dolphins en NFL. Il faisait partie de l'équipe qui a réalisé en 1972 une « saison parfaite »[9] et avec qui il remporte les Super Bowls VII et VIII[10].
  - Larry Csonka est intronisé au Pro Football Hall of Fame en 1987[11]. Le no 39 qu'il portait chez les Dolphins a été retiré en 2002[12]. Dans l'épisode, Larry Bronco porte le numéro 39 sur son maillot (04 min 43 s).
  - La propre épouse de Larry Csonka, Pamela, joue également la femme de Larry Bronco dans cet épisode.
  - Dick Butkus qui joue le rôle de Bobby La Port avait été linebacker pour les Chicago Bears jusqu'à 1973, quand plusieurs blessures au genou droit ont mis fin à sa carrière. Bobby La Port, au même titre que Butkus, a des problèmes au genou, ce qui le pousse à faire ce kidnapping pour espérer assurer son avenir financier. Dans la réalité, Butkus a poursuivi en justice son club, pour non-paiement de son salaire prévu à son contrat au moment de sa blessure, et pour négligence au sujet de la couverture médicale[13],[14]. La direction du club a finalement accepté de payer le plein salaire dû à Butkus dans son contrat à la suite d'une entente extra-judiciaire.
  - D'autres joueurs professionnels ou anciens joueurs professionnels de la NFL apparaissent dans cet épisode en plus de Csonka et Butkus : Earl Faison, Carl Weathers, Mike Henry et Tom Mack (en).
  - En version originale Tatashore mentionne que Larry Bronco a été nommé MVP du Super Bowl VII, alors que dans la vraie vie, Larry Csonka l'a été au Super Bowl VIII avec 2 touchdowns et 145 yards à la course[15]. Comme cette émission a été diffusée en janvier 1975, soit l'année suivant le Super Bowl VIII, il est difficile de dire si l'erreur était intentionnelle ou non. La version française évite cette ambiguïté en faisant dire à Tatashore : « il a été sacré meilleur joueur l'an dernier, non ? » (06 min 25 s)
  - On reconnaitra dans le rôle de Stolar, l'un des gros bras de Rick La Port, Carl Weathers avant sa consécration en tant qu'Apollo Creed dans la saga Rocky (10 min 08 s).
  - Autre lien avec la saga Rocky : l'imposant mastiff qui accompagne Rocky Balboa dans les deux premiers films appartenait à Sylvester Stallone dans la vraie vie et ce dernier l'avait appelé… « Butkus »[16],[17]
  - Steve n’hésite pas à pousser la plaisanterie un peu loin aux dépens de Larry au cours du match de bowling. Bien que son œil bionique eût été suffisant pour qu’il remporte ce match facilement, comme il l'a démontré lors de son match de tennis contre un autre vieil ami, Fred Sloan, dans l'épisode « Le Robot ». Steve use de la force de son bras bionique en lançant la boule si fort qu'il réduit en miettes toutes les quilles dans un « strike » final retentissant (13 min 41 s).
  - Il arrive souvent que la version française choisisse de ne pas traduire des expressions idiomatiques ou des plaisanteries incompréhensibles hors des États-Unis. C'est le cas lorsque Steve et Larry entrent dans le hall de l'hôtel (16 min 10 s). Originellement, Larry demande « I wonder how Pittsburgh did. » ce à quoi Steve lui répond « You just want to check Harris's yardage, don't ya? », référence à Franco Harris célèbre running-back des Pittsburgh Steelers à l'époque. En version française, ce dialogue est devenu un simple échange au sujet des cotes sur le match à venir. La référence au surnom de Csonka (« Zonk ») dans la phrase de Larry drogué lorsque Steve le retrouve : « Yeah, zonk is kind of Bronc, and Bronc a zonk. » disparait également (30 min 55 s).
  - Plus curieux est le fait que plus tôt dans la voiture le passage concernant le passé commun de Larry et Steve au collège a été aussi passé sous silence (15 min 33 s). Spécialement les moqueries envers Stowe High School avant leur match de dernière année, match qu'il perdront 60 à 0. Peut-être a-t-on voulu gommer l'erreur faite par les scénaristes voulant trop faire coïncider les vies de Bronco et Csonka et qui ont fait dire à Larry qu'il avait acheté une ferme près de sa ville natale, dans l'Ohio (Larry Csonka a joué vraiment pour Stowe High School). S'il était allé au lycée avec Steve, il aurait dû être d'Ojai.
  - On apprend dans cet épisode que Oscar Goldman a été Procureur de l’État de Californie dans le passé (23 min 32 s). Il est affectueusement appelé "Goldie" par George Yokum, un « bookmaker » qu'il a autrefois poursuivi (23 min 44 s). À noter que la scène où Steve surveille Stolar (25 min 30 s) a été tourné au « Doyle’s Den », qui se trouve être un bar de Pasadena où on croise régulièrement des bookmakers.
  - Pour la seconde fois après « Alerte Nucléaire », on voit Steve courir en accéléré lorsque Tatashore l'observe (28 min 20 s). Il s'agit là d'un rappel que l'effet de ralenti est un dispositif dramatique utilisé pour souligner la vitesse de Steve aux téléspectateurs qui sont derrière le quatrième mur, alors que pour les personnages de l'histoire, Steve semble se déplacer très rapidement. Une exception est lorsqu'il est plus efficace de montrer Steve en mouvement rapide, comme lorsqu'il retire des écrous, des boulons et des vis (par exemple dans « Seuls les plus forts survivent » ou « Le Prix de la Liberté).
  - Lorsque Steve espionne les hommes de main qui retiennent Larry, le bruit de fond des conversations est resté en anglais (28 min 45 s).
  - Dans le match contre les kidnappeurs, Csonka élimine plusieurs fois les méchants avec un raffut (43 min 33 s). Son coéquipier Nick Buoniconti déclare à ce sujet : « Il avait l'habitude de courir droit devant lui et Shula lui a fait comprendre qu'il devait courir avec son avant-bras en avant plutôt qu'avec sa tête. »[18]. Lors du match contre les Buffalo Bills en 1970, il a assommé le safety John Pitts avec un coup donné avec son avant-bras[19].

### Super duel
- Titre original : The Bionic Criminal
- Durée : 50 minutes
- Épisode n° 3-9. Première diffusion aux États-Unis : 9 novembre 1975
- Scénariste : Histoire de Peter Allan Fields, écrit par Richard Carr
- Producteur : Lionel E. Siegel
- Producteur exécutif : Harve Bennett
- Réalisateur : Leslie Martinson
- Distribution :
  - Lee Majors : Steve Austin
  - Richard Anderson : Oscar Goldman
  - Monte Markham : Barney Hiller
  - Alan Oppenheimer : Dr Rudy Wells
  - Donald Moffat : Lester Burstyn
  - John Milford : Shatley
  - Maggie Sullivan : Carla Peterson
- Résumé :

Au grand désarroi de Steve, son alter ego bionique le pilote automobile Barney Hiller, est réactivé sur ordre d’Oscar par Rudy Wells, afin de vérifier s’il est possible de redonner sans risques à tout être bionique ses pouvoirs en cas d‘urgence même après avoir été ramené à une vie normale. Devant l’incertitude concernant l’état mental de Barney, Steve est chargé de le tenir à l’œil. Mais lors d’un entrainement en vue d’une course automobile, le propriétaire de l’écurie Tom Shatley exprime sa grande déception concernant les médiocres performances de Barney derrière le volant. Dans un accès de colère, Barney frappe Tom avec l’un de ses bras bioniques et croit à tort qu’il l’a tué sur le coup. Pris de panique, il s’enfuit et se laisse convaincre par un ancien de l’OSI, Lester Burstyn, d’utiliser ses pouvoirs pour accomplir un vol d’importance. Le pilote bionique espère ainsi que l’argent volé pourra aider la veuve de Tom, mais Steve espère bien le retrouver pour lui dire la vérité avant qu’il ne fasse plus de bêtises. Pendant ce temps, Lester Burtsyn fait kidnapper Carla, l’épouse de Barney, afin d’avoir un moyen de pression sur lui.
- Commentaire :
  - Steve conduit une Mercedes 450L. Il s'agit peut-être d'une nouvelle voiture, car la peinture est bleue et non grise. (02 min 03 s). Lors de sa précédente rencontre avec Barney, c'était une Corvette.
  - Le personnage de Barney Miller est renommé « Barney Hiller » dans cet épisode afin d’éviter toute confusion avec la sitcom Barney Miller, dont la première avait eu lieu en janvier 1975 sur ABC.
  - Dans les flashbacks de l'épisode 500 millions de plus, le gimmick sonore des membres bioniques a été ajouté à la scène du bras de fer (03 min 10 s). Si dans 500 millions de plus il fallait garder le secret sur la nature bionique de Barney jusqu'à ce qu'il gagne, dans le contexte de cet épisode cette nature n'est plus un mystère.
  - Carla porte toujours son nom de jeune fille, Peterson, bien qu'elle soit mariée à Barney Hiller et elle est créditée ainsi dans le générique final. Bien que courant de nos jours, c'est assez rare en 1975 pour être relevé.
  - On remarque également le retour de Alan Oppenheimer dans le rôle du Dr Rudy Wells pour cet épisode
  - Dans le rôle de Lester Burstyn, on reconnaîtra Donald Moffat qui deviendra célèbre ensuite pour son interprétation de Rem l'androïde tout en subtilité qui accompagne Logan 23 et Jessica 6 dans la courte série L'Âge de Cristal.
  - Bien que Martin E Brooks ait repris le rôle du Dr Rudy Wells au début de la saison 3, Alan Oppenheimer apparaît à nouveau dans cet épisode dans le rôle du Dr Rudy Wells. Ce retour unique a été rendu nécessaire par l'utilisation de plusieurs flash-backs de l'épisode 500 millions de plus dans lesquelles figurait Oppenheimer. Plutôt que de refaire les scènes avec Brooks, il devait être plus rentable de faire revenir Oppenheimer.
  - C'est le troisième épisode où les méchants utilisent un van rouge. Celui-ci est exactement du même modèle que celui de l'épisode précédent Passe croisée. Après cela, l'OSI devrait dresser une liste de tous les achats de camions et de camionnettes rouges et vérifier les antécédents des acheteurs.
  - Le plan du laboratoire OSI du début de l'épisode (01 min 53 s) est réutilisé plus tard (31 min 51 s). En fait, on peut voir Carla assise à l'arrière du camion, comme dans le plan précédent. Ce même plan sera recyclé dans l'épisode suivant Trafic radio-actif. Rien ne se perd !
  - La porte de la chambre forte ne bouge jamais lorsque Barney est censé la forcer, mais on entend des craquements et des bruits de métal déchiré (37 min 59 s). A aucun moment, dans les plans suivants, les gonds ne sont pliés ou arrachés comme ils le seraient si la porte avait été ouverte de force. Il s'agit manifestement d'une porte de coffre-fort intacte qui a été ouverte normalement.
  - Lors du combat de Steve et Barney contre Burstyn et ses hommes, on entend le gimmick sonore des membres bioniques, mais c'est au moment où Steve frappe Burstyn avec son bras gauche (45 min 17 s).

### Trafic radio-actif
- Titre original : The Blue Flash
- Durée : 50 minutes
- Épisode n° 3-10. Première diffusion aux États-Unis : 16 novembre 1975
- Scénaristes : Sheridan Gibney et Sidney Field
- Producteur : Lionel E. Siegel
- Producteur exécutif : Harve Bennett
- Réalisateur : Cliff Bole
- Distribution :
  - Lee Majors : Steve Austin
  - Richard Anderson : Oscar Goldman
  - Janet MacLachlan : Mme Cook
  - Michael Conrad : Jimbo
  - Rodney Allen Rippy : Ernest Cook
  - Eddie Fontaine : Tony Anderson
  - Jason Wingreen : Logan
  - Barry Cahill : Det. Olmstead
  - Benny Nickleberry : Charlie
  - Virgil Charles Frye : Fred
- Résumé :

Un agent fédéral et ami de Steve Austin est sur le point de boucler une enquête concernant un trafic de microprocesseurs de haute technologie permettant de construire des mini-ordinateurs. Muni d’une nouvelle invention de Rudy Wells afin que sa main bionique soit capable de détecter les microprocesseurs en envoyant un flash bleu à son œil bionique, Steve se fait passer pour un docker sur les quais du port où l’agent disparu s’était infiltré. Mais quand il arrive à la pension de famille où l’agent avait loué une chambre, Steve découvre que celui-ci a disparu. En plus de tenter discrètement de retrouver les puces informatiques et d’identifier les trafiquants, Steve doit aussi venir en aide à Ernest, le jeune fils de madame Cook qui l’héberge. Lorsqu’il apparait que cette dernière a été témoin de l’enlèvement de l’agent de l’OSI avant sa disparition, les trafiquants n’hésitent pas à la kidnapper pour éviter qu’elle ne parle à la police.
- Commentaires :
  - Connu en France pour avoir joué dans le dernier film de Jean-Pierre Melville Un Flic, Michael Conrad (le contremaître Jimbo) l'est aussi pour son rôle du pompeux mais tellement apprécié sergent Phil Esterhaus dans la série Capitaine Furillo (1981), pour lequel il a remporté deux Emmy Awards (1981, 1982) du meilleur second rôle dans une série dramatique avant qu’un cancer ne le rattrape et cause son décès en 1983 à l’âge de 58 ans. Dans chaque épisode, depuis la saison 1 jusqu'à la mort de Conrad, le sergent Phil Esterhaus conclut l'appel par cette phrase devenue culte « Let's be careful out there. »[20]
  - Michael Conrad (Jimbo) et Janet MacLachlan (Mme Cook) avaient tous deux participé à un épisode de Rockford Files (The Deep Blue Sleep), diffusé un mois auparavant. Dans les deux cas, le personnage de Janet est kidnappé par les associés de Conrad.
  - Après le générique d’ouverture, le plan extérieur du labo de l’OSI que l’on a vu précédemment dans Super Duel est à nouveau utilisé et l’on peut voir encore le personnage de Carla Peterson assise dans une camionnette (01 min 30 s), même si elle n’a aucune raison d’être présente dans l’intrigue.
  - Steve appelle les micro-processeurs des puces de silicone (03 min 08 s), au lieu de silicium, une confusion assez courante. Le silicium est un élément chimique, un solide cristallin dur et cassant à l'éclat métallique bleu-gris, un semi-conducteur utilisé dans les ordinateurs et les appareils électroniques. Le silicone est un élastomère, un polymère où les atomes de carbone ont été remplacés par du silicium[21].
  - Steve porte une moustache pour la première fois au cours de cette mission (07 min 54 s), un avant-goût du look hirsute que Lee Majors adoptera dans la saison 4. Il porte également une boucle d'oreille, boucle d'oreille qui disparaitra mystérieusement lors de la bagarre finale (44 min 20 s).
  - Le mot « Coconut » figurant sur l'étiquette des cartons et sur les boîtes est incorrectement orthographié « Cocoanut » (33 min 42 s, 39 min 47 s).
  - Comment Steve sait-il qu'il a récupéré la totalité des processeurs alors qu'il s'est arrêté de chercher après avoir trouvé le premier carton en contenant ? De la même façon, pourquoi cesse-t-il de vérifier après avoir trouvé le premier bidon (38 min 23 s) car il ne peut pas savoir que les derniers contiennent aussi des micro-processeurs. Pourtant il cache le restant du carton et essaie de monnayer la libération de Mme Cook contre leur restitution.
  - Lorsque Steve sort de l'entrepôt puis lorsqu'il court le long des voies ferrées (34 min 39 s), il tient le carton de la main droite. Dans cette position, les puces se trouvent juste à côté du capteur de sa main bionique, ce qui devrait faire clignoter son œil en bleu continuellement et l'empêcher de courir. Idem lorsqu'il montre de la main droite le bidon d'huile de coprah aux méchants.
  - Une fois Eddie parti avec Charlie, Steve reprend son carton en le tenant à l'envers (37 min 49 s). Lorsqu'il tourne le coin de la maison, le carton est à l'endroit (37 min 51 s).

### Alcool à brûler
- Titre original : The White Lightning War
- Durée : 50 minutes
- Épisode n° 3-11. Première diffusion aux États-Unis : 23 novembre 1975
- Scénariste : Wilton Denmark
- Producteur : Kenneth Johnson
- Producteur exécutif : Harve Bennett
- Réalisateur : Phil Bondelli
- Distribution :
  - Lee Majors : Steve Austin
  - Richard Anderson : Oscar Goldman
  - Ben Hammer : Bob Willis
  - Katherine Helmond : Middy
  - Robert Donner : Kermit
  - Hugh Gillin : Shérif Weems
  - Randy Kirby : Johnny
  - Austin Stoker : Charles Quinten
  - Red West : Propriétaire
- Résumé :

Plusieurs agents du département du Trésor américain sont morts de morsures de crotale dans la région de Morgantown en Géorgie. Oscar est persuadé que leurs morts sont reliées à un trafic d’alcool de contrebande dans ce comté où le commerce y est interdit et qu’un fonctionnaire haut-placé de Washington assure la protection des trafiquants menés par un certain Bo Willis qui contrôle toute la région. Steve Austin se porte volontaire pour aller sous couverture et se faire passer pour le chef d'un gang rival.
- Commentaires :
  - C'est le second épisode consécutif où Steve porte un postiche, ici une fausse barbe en plus de la moustache.
  - Comme dans le précédent épisode, c’est lui qui a choisi cette mission et non Oscar, cette fois aussi dans un but personnel puisque l’agent de l’OSI tué au début du récit était encore un ami proche.
  - Middy est renommée « Mado » dans la version française.
  - Katherine Helmond (Middy) a attendu la fin des années 70 pour connaitre le succès d'abord dans Soap puis surtout pour son rôle de Mona Robinson dans Madame est servie de 1984 à 1992 qui lui vaut le Golden Globe de la meilleure actrice dans un second rôle, en 1989[22].
  - Lorsque Steve perce le premier faux réservoir d'essence du camion, un liquide jaunâtre gicle tout à fait semblable à de l'essence (22 min 10 s). Lorsqu'il s'attaque au second, l'effet est beaucoup moins réaliste car le liquide est totalement clair, faisant plus penser à de l'eau.
  - Steve a plongé son bras à deux reprises dans l'essence du camion pour percer les réservoirs, pourtant sa manche est déjà sèche alors qu'il saute du camion (22 min 40 s) et lorsqu'il retourne dans sa cellule. D'autre part, l'odeur d'essence qui devrait persister ne semble pas gèner le shérif Weems.
  - Cet épisode nous donne un rare aperçu de la vitesse réelle de Steve Austin de façon crédible et réaliste. D’un geste prompt et naturel, il s’empare de l’arme du shérif et se place derrière lui pour forcer le tireur à lâcher la sienne (28 min 31 s). La vitesse d’exécution de Steve pour désarmer le shérif est diablement efficace, sans effets de ralenti ou d’accéléré. Contrairement aux quelques scènes où l'on voit Steve faire des tâches de « bionique de poche » à toute vitesse comme dévisser des boulons et qui semblent souvent peu naturelles.
  - La scène où Steve échappe à l'embuscade devant la prison se déroule « au milieu de la nuit », selon ses propres mots (28 min 00 s). Pourtant, il est clair qu'elle a été tournée sous un soleil éclatant, avec un ciel bleu et des ombres (29 min 20 s).
  - Quentin communique avec Willis pour lui dire qu'il arrive bientôt (29 min 51 s) alors qu'il est à bord de son avion, un LearJet 24 immatriculé N9530A. L'avion que l'on voit atterrir un instant plus tard (29 min 55 s) est du même modèle, avec les mêmes bandes tricolores, mais l'immatriculation est différente : 33BK.
  - Lorsque Steve finit de plier l'arceau de sécurité de la voiture pour coincer les deux mercenaires contre leurs sièges (40 min 13 s), il reste encore un large espace à gauche où ils pourraient passer leur tête pour s'échapper. Mais sur le plan suivant, où Steve leur montre les cailloux qu'il a utilisés pour faire croire à un crotale, la barre est pliée autour de leur cou de façon beaucoup plus serrée et convaincante (40 min 27 s
  - Lors de la bagarre à la raffinerie, on aperçoit furtivement le bord du trampoline utilisé par Steve pour sauter quand des barils sont renversés (42 min 55 s).

### L'Évasion
- Titre original : Divided Loyalty
- Durée : 50 minutes
- Épisode n° 3-12. Première diffusion aux États-Unis : 30 novembre 1975
- Scénaristes : Jim Carlson et Terry McDonnell
- Producteur : Lionel E. Siegel
- Producteur exécutif : Harve Bennett
- Réalisateur : Alan Crosland
- Distribution :
  - Lee Majors : Steve Austin
  - Richard Anderson : Oscar Goldman
  - Michael McGuire : Leon Jackson
  - Radames Pera : Alex Jackson
  - Ned Romero : Boris
  - Curt Lowens : Capitaine
  - Johana De Winter : Edna Jackson
  - Ralph Taeger : Sergent
  - Lawrence Levine : Gottke
  - Rod Haase : Lieutenant
- Résumé :

Par amour pour une femme, le scientifique Leon Jackson a fait défection pour l'Union Soviétique il y a plusieurs années. Depuis la mort de cette dernière, il veut maintenant revenir aux États-Unis avec son fils adolescent Alex. Ce dernier a cependant pris l’habitude de grandir sous le régime communiste et s’est lié d’amitié avec Boris, l’un de ses gardiens. Si bien que lorsque Steve arrive pour faire évader son père, Alex montre beaucoup de réticence à obéir et à les suivre. Lorsque le chemin principal prévu pour franchir la frontière n’est plus envisageable car anticipé par les soldats ennemis, Steve doit trouver une autre voie de sortie. Comme si les choses n’étaient pas assez compliquées, Steve doit également s’assurer qu’Alex ne commette aucun acte pouvant indiquer aux Russes leur emplacement, après que l’adolescent ait déjà commis un impair ayant rendu son père momentanément aveugle.
- Commentaires :
  - On reconnaîtra dans le rôle d'Alex Radames Pera, l’une des stars adolescentes à la télévision les plus connues des années 70 grâce à ses rôles récurrents dans les séries Kung Fu (il interprète Kwai Chang Caine (en) enfant) et La Petite Maison dans la Prairie (John Jr, le premier fiancé de Mary Ingalls). Il a délaissé toutefois cette carrière à partir des années 80 pour se lancer dans l’installation de home-cinema et de systèmes sonores résidentiels, comptant parmi ses clients des stars d’Hollywood. Il vit désormais en France depuis 2010 dans un village près de Reims avec sa femme et leur fille.
  - Il faut attendre 12 minutes pour entendre Steve prononcer ses premiers mots.
  - Lorsque Steve pousse la jeep dans le ravin afin de s’en débarrasser (17 min 56 s), il utilise deux fois son bras gauche non bionique pour donner la poussée finale.
  - Lorsque Steve court vers la route pour voir s'il n'y a pas de poursuivants, il n'y a que des bois de tous les côtés, alors que dans le plan suivant où Steve fait face à la caméra, il y a clairement un bâtiment de taille importante en arrière-plan.
  - La corde que Steve prend dans le refuge (35 min 48 s) est manifestement trop courte pour être lancée à travers le canyon.
  - Pendant un court instant, au moment où Steve aide Leon Jackson blessé à traverser le canyon avec la corde, on peut voir sur la droite de l’écran une portion d’un building, alors que l’action est censée se dérouler en pleine nature.

### Un homme de confiance
- Titre original : Clark Templeton O'Flaherty
- Durée : 50 minutes
- Épisode n° 3-13. Première diffusion aux États-Unis : 14 décembre 1975
- Scénaristes : Histoire de Frank Dandridge et Dennis Pryor, écrit par Frank Dandridge
- Producteur : Lionel E. Siegel
- Producteur exécutif : Harve Bennett
- Réalisateur : Ernest Pintoff
- Distribution :
  - Lee Majors : Steve Austin
  - Richard Anderson : Oscar Goldman
  - Louis Gossett, Jr. : Clark Templeton O'Flaherty
  - Louise Latham : Mme Hallaway
  - Ryan MacDonald : George Van Rensselaer
  - H.M. Wynant : McAdams
  - Lillian Randolph : Logeuse
  - Tom McCorry : 2ème Garde
  - Linda Nesbitt : Jeune femme
  - Azizi Johari : Fille
  - Susan Quick : Technicienne
- Résumé :

Le concierge de l’immeuble de l’OSI, Clark Templeton O’Flaherty, profite de son emploi pour vendre clandestinement à un réseau d’espionnage des documents classés « top-secret » qu’il a réussi à récupérer avant leur destruction. Grâce à un procédé inventé par Rudy Wells que seul l’œil bionique de Steve peut identifier, ce dernier n’a aucun mal à découvrir les malversations du concierge. Mais O’Flaherty lui explique qu’il est en fait un agent de l’OGA, une organisation de contre-espionnage ultra-secrète qui a pour mission de démasquer les chefs du réseau à qui il vend les documents de l’OSI. Steve ne croit tout d’abord pas à l’histoire de O’Flaherty, mais lui donne la chance de prouver sa loyauté en l’accompagnant dans la suite de sa « mission », en attendant qu’Oscar vérifie ses dires. Sauf que dans cette affaire d’espionnage, le mensonge et les faux-semblants font que les choses ne sont jamais ce qu’elles semblent être...
- Commentaires :
  - Simplement créditée en tant que « Girl », la jeune femme que l'on voit au début (02 min 05 s) est Azizi Johari (en), l'un des premiers mannequins noirs de Playboy. Elle a figuré au centre du numéro de juin 1975.
  - Acteur solide et toujours en activité, Louis Gossett Jr a fait des débuts remarqués au début des années 60 en côtoyant Sidney Poitier dans le film Un Raisin au soleil. C'est en 1983 qu'il trouve la consécration en remportant l’Oscar du meilleur acteur dans un second rôle pour son interprétation du Sergent Emil Foley dans le film Officier et Gentleman.
  - Cet épisode semble clairement être une sorte de pilote destiné à faire de O'Flaherty un personnage récurrent - Oscar l'invite même à s'associer à Austin (43 min 57 s) - ou d'une série dérivée (spin-off). Toutefois, il n'apparaîtra plus jamais dans la série, de même que le nom réel de l'organisation « OGA » ne sera pas révélé, et elle ne sera plus jamais mentionnée au cours de la série.
  - Steve semble avoir récupéré sa Mercedes 450SL grise de la deuxième saison lorsqu'il retrouve Clark pour leur match de handball (07 min 10 s). Mais qu'est devenue la 450SL bleu marine de l'épisode Super Duel ?. Plus tard, afin de ne pas donner l’éveil à O’Flaherty qu’il soupçonne, Steve le suit à bord d’une Pontiac GTO de couleur rouge (11 min 38 s).
  - C'est l'un des rares épisodes où la bionique de Steve est vérifiée par un médecin femme (07 min 37 s). Il subit un test de la peau artificielle utilisée pour ses membres bioniques qui montre qu'elle n'est pas endommagée lorsqu'il perce un trou dans un mur de béton. La médecin suggère également que cette peau est peut-être à l'épreuve du feu, avant qu'Oscar ne l'interrompe plutôt cavalièrement (08 min 05 s).
  - Selon Oscar Goldman, Rudy Wells a mis au point un produit chimique phosphorescent qui n'est visible que par un œil bionique sensible aux infrarouges (09 min 24 s).
  - Lorsque O'Flaherty menace Steve avec son arme dans son appartement, ses mains sur l'arme changent de position entre le premier plan (18 min 12 s) et les suivants (à partir de 18 min 16 s).
  - Dans la voiture avec O’Flaherty, Steve déchire les documents volés en deux (22 min 00 s), mais plus tard, lorsque Mme Hallaway les examine (24 min 31 s et 26 min 30 s), les pages sont bien moitié moins grandes mais elles ont des bords lisses et droits comme si elles avaient coupées avec une paire de ciseaux.
  - Steve utilise encore un nouveau pseudonyme (« Bob Towers ») lorsqu'il est présenté comme le partenaire de O'Flaherty.
  - Lors du rendez-vous, de la voiture de Steve et O’Flaherty, les méchants sont en plein phares (28 min 04 s) Dans le plan suivant (28 min 05 s), leur voiture est en feux de croisement.

### Le Sourire du vainqueur
- Titre original : The Winning Smile
- Durée : 50 minutes
- Épisode n° 3-14. Première diffusion aux États-Unis : 21 décembre 1975
- Scénaristes : Histoire de Gustave Field, écrit par Gustave Field et Richard Carr
- Producteur : Lionel E. Siegel
- Producteur exécutif : Harve Bennett
- Réalisateur : Arnold Laven
- Distribution :
  - Lee Majors : Steve Austin
  - Richard Anderson : Oscar Goldman
  - Jennifer Darling : Peggy Callahan
  - Stewart Moss : Docteur Gene Finney
  - Milton Selzer : Docteur Emil Losey
  - Ben Andrews : Agee
  - James Ingersoll : Ted Harter
  - Robert W. Delegall : Tom Dempster
  - Harry Lewis (en) : Hector
  - Rick Podell : Agent
  - Wallace Earl : Infirmière
  - Daphne Field : Secrétaire
- Résumé :

Alors qu’il croyait se livrer à une mission de routine en allant chercher un savant spécialiste de la fusion à l’hydrogène, le docteur Losey, Steve découvre que des agents ennemis tentent de le kidnapper chez lui. Oscar est convaincu que des mouchards ont été installés dans son bureau, mais aucun micro n’est détecté après inspection. Comme seule la secrétaire d’Oscar, Peggy Callahan, était au courant de la mission de Steve, elle devient dès lors la principale suspecte. Lorsqu’elle surprend Steve en train de fouiller son appartement, elle ne supporte pas que sa loyauté soit remise en question et exige de passer au détecteur de mensonge. Elle réussit le test, mais les agents ennemis parviennent quand même à kidnapper le docteur Losey bien que son lieu de travail était gardé secret. Steve se demande alors si la taupe au sein de l’OSI n’aurait pas un lien avec le nouveau petit-ami de Callahan, un dentiste du nom de Gene Finney.
- Commentaires :
  - La séquence d'ouverture est la même que pour l'épisode précédent.
  - Cet épisode était initialement prévu pour être diffusé le 21 décembre 1975, mais il a été repoussé au 11 janvier 1976, trois jours avant Bienvenue, Jaimie le premier épisode de Super Jaimie.
  - Lorsque Steve demande à Callahan de la crème pour son café la tasse de café qu'il lui tend est manifestement vide (04 min 24 s).
  - Steve conduit une Datsun 280Z, immatriculée 838752, à la place de sa Mercedes 450SL (05 min 40 s). Jaime Sommers conduit une Datsun 280Z identique, immatriculée 826OPP, dans l'épisode Bienvenue, Jaimie qui a été diffusé trois jours plus tard.
  - L'émetteur logé dans la dent de Callahan étant relativement puissant, pourquoi le détecteur de Steve ne réagit-il pas lorsqu'il l'agite devant son visage en lui parlant (18 min 04 s) ?
  - Petite erreur de traduction en version francophone française, Steve dit « Callahan est hors de course » pour signifier que la secrétaire est lavée de tout soupçon (23 min 13 s). Cette expression vieillotte semble la traduction littérale de l'anglais « to be out of the race ». Il aurait été plus judicieux d'utiliser « hors de cause » ou « hors course » à la rigueur.
  - Le restaurant Alfonse’s (35 min 07 s) où Callahan rejoint son fiancé (35 min 18 s) a réellement existé, au 10057 Riverside Drive à Toluca Lake, Los Angeles, CA[23]. Il a malheureusement fermé depuis[24]. Actuellement un autre restaurant nommé The Red Door se trouve à cette adresse.
  - Il n'y a pas de Rampart Street à Washington, D.C. (41 min 25 s) Cependant, il y a un Rampart Way dans la ville voisine de Fort Washington, MD.
  - Lorsque Steve court sur le toit du garage Acme (43 min 59 s), on peut voir le Collapsing Bridge en arrière plan, une des étapes du Studio Tour du parc Universal Studios Hollywood, situé en Californie, en partie remplacée par King Kong: 360 3-D en juin 2010.
  - Lorsque Steve piège Agee avec une paire de pneus (44 min 43 s), l'accessoire s'ouvre accidentellement, révélant qu'il s'agit de polystyrène. Plus tard dans la scène, l'accessoire est réparé (45 min 09 s).
  - Pour stopper le chef de la bande, Steve lance un baril d'huile qui heurte le sol et éclabousse le sol et les murs dans le coin du garage près de la porte extérieure (45 min 04 s). Pourtant, lorsque Oscar et les autres entrent par cette même porte, l'huile répandue et le baril ont disparu (45 min 19 s).
  - L'identité de l'organisation qui tente de voler les secrets de la fusion de l'hydrogène du Dr Losey n'est jamais révélée.

### À quoi Pensez-Vous?
- Titre original : Hocus-Pocus
- Durée : 50 minutes
- Épisode n° 3-15. Première diffusion aux États-Unis : 18 janvier 1976
- Scénaristes : Histoire de Richard Carr et James Schmerer, écrit par Richard Carr
- Producteur : Lionel E. Siegel
- Producteur exécutif : Harve Bennett
- Réalisateur : Barry Crane
- Distribution :
  - Lee Majors : Steve Austin
  - Richard Anderson : Oscar Goldman
  - Pernell Roberts : Mark Wharton
  - Jack Colvin : Will Collins
  - Robbie Lee(en): Audrey Moss
  - Christopher Stafford Nelson : Jack
  - William T. Zacha : George
  - Mark Wilson (en): Dave Powell
- Résumé :

Mark Wharton dirige une puissante organisation criminelle qui a réussi à voler 100 000 $ et un livre de codes de la Marine américaine au cours de l’attaque d’un fourgon blindé. Pour le récupérer avant sa mise aux enchères sur le marché international, Steve fait de nouveau équipe avec Audrey Moss, la jeune adolescente dotée de pouvoirs extra-sensoriels, pour former un duo de magiciens afin de gagner la confiance de Wharton qui est friand de magie. Après avoir réussi leur audition, Steve et Audrey sont invités par Wharton dans sa propriété. Grâce aux pouvoirs d’Audrey, Steve connait l’emplacement où le livre de code est caché, mais est pris sur le fait au moment de s’en emparer. Alors que Steve est emprisonné dans un lieu réfrigéré où ses pouvoirs bioniques sont paralysés, Audrey cherche à convaincre Will Collins, un des hommes de Wharton qui travaille en fait pour l’OSI, de l’aider à le libérer avant que Wharton ne les démasque à leur tour tous les deux.
- Commentaires :
  - Seconde des trois apparitions que fera Jack Colvin dans la série, après le rôle de Ed Jasper dans Le Sosie (saison 2, épisode 17) et avant celui du Docteur Charles Leith dans Dark Side of the Moon.
  - On retrouve avec plaisir Robbie Lee qui reprend son rôle d'Audrey Ross la télépathe de l'épisode 18 de la seconde saison L'Espion et la Télépathie.
  - William T. Zacha, qui apparait en tant que second rôle (George), a écrit les scénarios de plusieurs épisodes de L'Homme qui valait Trois Milliards et de Super Jaimie, dont Pour la vie d'Oscar - 2e partie.
  - Le générique de fin comporte une erreur: le décorateur Lowell Chambers est crédité comme "assistant-réalisateur" tandis que l'assistant-réalisateur Phil Bowles est crédité comme "décorateur".
  - Pour la seconde fois cette saison, Lee Majors porte la moustache qu'il adoptera pour de bon dans la saison 4.
  - Lors du tour de cartes de Steve dans le bureau d'Oscar, on voit nettement le fil sous le bras et la manche gauche de Steve (06 min 47 s)
  - La résidence de Mark Wharton (13 min 23 s) est la même que celle de Harold Van Wick dans l'épisode Playback de Columbo et que celle de Dave Erhard dans l'épisode Lady Killer de Drôles de Dames.
  - Lors du dernier numéro de l'audition d'Audrey et Steve, la boucle de cheveux d'Audrey apparait et disparait successivement sous le bandeau qui lui cache les yeux.
  - Pour la première fois depuis le premier épisode de la première saison Population Zero, les limites de la bionique à basse température sont rappelées (32 min 50 s).
  - Si Steve tient tant à être discret lors de son évasion, pourquoi défonce-t-il bruyamment la porte de sa salle de détention (40 min 24 s) pour s'échapper alors qu'il aurait pu tranquillement casser la poignée verrouillée en la tordant de force avec son bras bionique ?
  - À la toute fin de l'épisode (46 min 02 s), Audrey reprend le mantra que lui a donné Steve dans l'épisode L'Espion et la Télépathie : « Il n'y a personne comme moi dans le monde. J'aime qui je suis. Je suis une personne de mérite. » sous une forme différente « Je suis unique et pas du tout comme les autres, je dois me faire à cette idée. ». Un changement probablement lié aux doublages différents ds deux épisodes : version française québécoise pour le premier, version française francophone pour celui-ci.

### L'Empreinte du diable -1repartie
- Titre original : The Secret of Bigfoot - Part 1
- Durée : 50 minutes
- Épisode n° 3-16. Première diffusion aux États-Unis : 1er février 1976
- Scénariste : Kenneth Johnson
- Producteur : Kenneth Johnson
- Producteur exécutif : Harve Bennett
- Réalisateur : Alan Crosland
- Distribution :
  - Lee Majors : Steve Austin
  - Richard Anderson : Oscar Goldman
  - Stefanie Powers : Shalon
  - Severn Darden : Apploy
  - Hank Brandt : Ivan Bekey
  - Penelope Windust : Marlene Bekey
  - Donn Whyte : Tom Raintree
  - André the Giant : Le Scalpeur
  - Charles Cyphers : Faler
  - Ford Lile : Capitaine
  - Chuck Bowman : Garde
  - Avec la participation de Lindsay Wagner : Jaimie Sommers
- Résumé :

Un couple de géologues disparait pendant l’installation de détecteurs sismiques le long de la faille de San Madrian au nord de la Californie. Quelque temps plus tard, le camp de base de l’OSI, qui travaille de concert avec les géologues disparus, est attaqué et une partie du matériel détruit par une mystérieuse créature. Dans les deux cas, des empreintes de pas gigantesques sont découvertes sur les lieux, ce qui laisse croire qu’un être de légende baptisé Bigfoot, ou le Scalpeur, existerait bel et bien. En suivant les traces de Bigfoot, Steve retrouve un des géologues disparus, mais il ne se souvient de rien depuis son enlèvement. Toujours sur la piste, Steve finit par tomber face-à-face avec le fameux Bigfoot et le combat s’engage. Steve ignore cependant que des êtres inconnus, cachés dans la montagne, les observent à distance. C’est alors que Steve découvre pendant la bataille que le Bigfoot possède des membres bioniques.
- Commentaires :
  - Cet épisode en deux parties a été diffusé sous forme de film dans de nombreuses pays d'Europe, d'Amérique du Nord (Mexique) et d'Amérique du Sud.
  - Jaimie Sommers apparaît brièvement dans cet épisode lorsqu'elle téléphone à Oscar depuis sa classe à Ojai pour savoir comment va Steve. Selon le commentaire de Kenneth Johnson sur le DVD « The Search for Bigfoot », la scène de Jaimie a été ajoutée à la dernière minute pour étirer un script qui était trop court. Il s'agit en fait de l'une des seules fois (peut-être la seule) où un crossover a eu lieu sans que l'acteur soit crédité d'une « apparition spéciale » au début de l'épisode ; en effet, Lindsay Wagner n'est pas du tout créditée à l'écran.
  - On reconnaitra dans le rôle de Shalon, Stefanie Powers qui deviendra célèbre pour son rôle de Jennifer Hart dans la série télévisée Pour l'amour du risque (1979–1984) avec son complice Robert Wagner, ainsi que pour la série L'Amour en Héritage en 1984. Johnson affirme dans son commentaire sur le DVD qu'elle était à un moment candidate pour incarner Jaimie Sommers.
  - C'est la deuxième fois que Steve et l'OSI participent à l'installation de capteurs sismiques. Environ un an auparavant, Steve aidait le Dr Louis Craig et Sharon Ellis à installer des capteurs dans les Caraïbes, près du pays de Santa Ventura (Acte de Piraterie).
  - Les explorateurs extraterrestres ont développé une technologie appelée neuro-synthétique qui est une forme avancée de bionique. Toutefois, les détails particuliers sur la façon dont les neuro-synthétiques sont plus avancés que la bionique sont limités.
  - Le moulage en plâtre de l'empreinte de Bigfoot est un moulage réel du pied d'André le Géant de taille 58 (09 min 34 s). Kenneth Johnson a fait faire deux moulages en plâtre. L'un d'eux a été utilisé dans le pilote de la série L'Incroyable Hulk (1977-1982).
  - Les lentilles de contact blanches utilisées pour les yeux de Bigfoot seront plus tard utilisées pour Hulk dans la série L'Incroyable Hulk (1977-1982).
  - Le gimmick sonore bionique est utilisé pour Bigfoot (17 min 11 s), mais il est beaucoup plus grave.
  - Lorsqu'il poursuit Bigfoot, Steve saute par-dessus un plan d'eau pour atterrir juste devant la rive. Il se mouille de façon très visible (29 min 39 s). Tout de suite après, ses vêtements sont secs (29 min 55 s).
  - Le tunnel de glace rotatif que l'on voit dans l'épisode (31 min 47 s) était à l'époque une toute nouvelle attraction du Studio Tour du parc Universal Studios Hollywood, appelée « The Glacier Avalanche » et inspirée du film de Clint Eastwood, La Sanction (1975). On pourra l'apercevoir dans l'épisode Acier de l'Agence Tous Risques, dans l'épisode Le saboteur de K 2000 et dans le film Misfits of Science (1985). En 1997, le tunnel de glace a été rénové pour devenir le volcan Le Pic de Dante, puis à nouveau en 2001 pour s'intégrer à la franchise cinématographique La Momie.
  - Lors de son examen, Steve ne porte plus ses vêtements, à l'exception d'une serviette dorée. Cependant, pendant un court instant avant un gros plan sur lui, il a sa chemise kaki (38 min 11 s) puis dans le plan suivant il est de nouveau déshabillé.
  - Expression un peu étrange lors de l'examen de Steve, l'un des extraterrestres parle d'yeux « à infra-ray » (38 min 16 s) plutôt que « infra-rouge ».
  - L'examen de la mémoire de Steve (40 min 00 s) comprend, en plus d'images d'archives de la conquête spatiale, des extraits (dans cet ordre) des épisodes Population Zéro, Super Duel, Le Docteur Wells a Disparu et La Femme Bionique. Les extraterrestres perçoivent toutefois les exploits passés de Steve à la troisième personne et non pas comme il a pu les vivre. Plus curieux encore, l'écran montre des choses qu'Austin n'a jamais pu voir, comme l'intérieur de la camionnette qu'il détruit dans Population Zéro.

### L'Empreinte du diable -2epartie
- Titre original : The Secret of Bigfoot - Part 2
- Durée : 50 minutes
- Épisode n° 3-17. Première diffusion aux États-Unis : 4 février 1976
- Scénariste : Kenneth Johnson
- Producteur : Kenneth Johnson
- Producteur exécutif : Harve Bennett
- Réalisateur : Alan Crosland
- Distribution :
  - Lee Majors : Steve Austin
  - Richard Anderson : Oscar Goldman
  - Stefanie Powers : Shalon
  - Severn Darden : Apploy
  - Penelope Windust : Marlene Bekey
  - Donn Whyte : Tom Raintree
  - André the Giant : Le Scalpeur
  - Charles Cyphers : Faler
  - Mel Allen : Ranger
  - Alana Mandell : Technicien
- Résumé :

Une équipe de scientifiques sismologues a été attaquée car elle avait identifié une cheminée volcanique qui alimentait une colonie extra-terrestre secrète. Lancé à leur recherche, Steve a été enlevé par ces extra-terrestres qui veulent l’étudier (voir L'Empreinte du diable - 1re partie).
À son réveil, Shalon - une femme extra-terrestre - révèle à Steve que Bigfoot a été construit pour les protéger. Pendant ce temps, Oscar apprend qu'un tremblement de terre majeur est prévu le long de la faille de San Madrian dans les prochaines heures, mettant en péril toutes les villes de Californie. Seule une explosion nucléaire souterraine contrôlée qui déclencherait un tremblement de terre de moindre ampleur le long d'une ligne de faille plus petite pourrait empêcher le séisme principal de se produire. Oscar autorise cette opération en sachant que Steve et Marlene sont toujours portés disparus dans la zone concernée et que l'explosion et le tremblement de terre qui s'ensuivra leur feront courir un grave danger.
- Commentaires :
  - On apprend de Shalon que la source d'énergie des neuro-synthétiques est l'anti-matière, appelée mergeron par les extra-terrestres.
  - Selon Apploy, Bigfoot est une forme de vie inférieure originaire de leur planète-mère. Pour des raisons inconnues, Shalon l'a équipé d'améliorations neuro-synthétiques.
  - Quelqu'un a vraiment fait preuve d'un grand sens de l'humour en pensant à inclure sur le mur de la salle d'examen des extraterrestres, un tableau comportant des caractères de langue extraterrestre (inspirés des étranges symboles gravés sur les débris de soucoupe volante trouvés à Roswell, sans aucun doute) de taille variable, tout comme chez l'ophtalmologue (07 min 35 s).

### Le Pharaon
- Titre original : The Golden Pharaoh
- Durée : 50 minutes
- Épisode n° 3-18. Première diffusion aux États-Unis : 8 février 1976
- Scénaristes : Margaret Schneider et Paul Schneider (en)
- Producteur : Lionel E. Siegel
- Producteur exécutif : Harve Bennett
- Réalisateur : Cliff Bole
- Distribution :
  - Lee Majors : Steve Austin
  - Richard Anderson : Oscar Goldman
  - Farrah Fawcett-Majors : Trish Hollander
  - Joe Maross : Vice-Consul Tokar
  - Michael Lane : Skorvic
  - Gordon Connell : Wheel Jackson
  - Rudy Challenger : Officier Supérieur Martino
  - Gary Vinson : Joe (Technicien)
  - Michael Leiberman : Homme de main costaud
  - Peter Ashton : Chauffeur
  - Lyndel Stuart : Secrétaire
  - Joseph LaCava : Croupier
- Résumé :

Oscar Goldman soupçonne que la statuette d’un Pharaon, d’une valeur inestimable, puisse être volée lors du retour vers son pays d’origine, la République de Kalny. Pour préserver les relations diplomatiques, déjà tendues, avec ce pays, Oscar demande à Steve Austin de convoyer la statuette durant tout le voyage. Mais Steve réalise que celle-ci est une réplique. Il ne lui reste que 48 heures pour retrouver la statuette authentique, avant l’arrivée d’un égyptologue à Washington pour l’expertiser. Or celle-ci se trouve précisément dans l’ambassade de la République de Kalny, volée par le vice-consul. Steve échafaude un plan pour la reprendre, avec l’aide d’une vieille connaissance endettée et pas forcément fiable...
- Commentaires :
  - Troisième apparition de Farrah Fawcett-Majors en autant de saisons et pour à chaque fois un personnage différent. Elle fera une dernière apparition dans la saison 4 dans le rôle de son personnage original, Kelly Wood.
  - Rudy Challenger (l'officier Martino) apparaît également dans l'épisode de la saison 5 La Madone byzantine, une aventure au thème similaire, impliquant cette fois l'échange d'inestimables œuvres d'art russes contre des faux.
  - Probablement afin d’éviter tout malentendu diplomatique, aucun pays réel ou existant n’est mentionné, pas même l’Égypte, au moment où il est question du Pharaon Doré et des autres objets faisant partie de l’exposition portant sur la période antique égyptienne. En lieu et place, l’Égypte est ici remplacé par le pays du Levant, dont le nom fait référence géographiquement à la zone orientale méditerranéenne comprise entre l’Égypte et l’Anatolie. Il faut savoir qu’à l’époque de la véritable tournée de l’exposition sur « Les Trésors de Toutankhamon » (1972-1981), l’Égypte avait une plus grande relation de proximité avec l’URSS qu’avec les États-Unis, étant donné les suites de la guerre du Kippour et l’appui de la nation américaine envers Israël face à ses voisins arabes au Moyen-Orient en 1973. C’est pour cette raison en particulier que la tournée mondiale de cette exposition a bien failli ne pas se rendre en sol américain, et qu’elle s’est d’abord arrêtée pendant deux ans en URSS (1973-1975).
  - Difficile en revanche de savoir à quel pays la République de Kalny fait référence, mais à la consonance des noms à l’ambassade, on peut raisonnablement présumer qu’il s’agit d’un pays fictif du bloc de l’Est.
  - Il est donc curieux que le drapeau qui flotte devant l'ambassade de la République de Kalny ressemble à s'y méprendre au drapeau égyptien (07 min 50 s).
  - Il n'existe aucun détecteur d'or tel que décrit (05 min 33 s). Les détecteurs de métaux peuvent détecter l'or, mais pas à l'exclusion des autres métaux. Les estimations supposées de la quantité d'or ne sont pas possibles non plus comme indiqué (07 min 33 s). Les détecteurs de métaux ne peuvent pas estimer la masse avec précision.
  - Premier clin d'œil humoristique lorsque Trish accueille Steve à la porte de son appartement (09 min 04 s), elle tient un livre intitulé Any Woman Can Enjoy [...] Football. Une allusion au passé de footballeur universitaire de Lee Majors, à la Middlesboro High School (en) d'où il est sorti diplômé en 1957, à l'Université d'Indiana et à l'Eastern Kentucky University de Richmond, dans le Kentucky[8] où une grave blessure au dos mettra fin à sa carrière.
  - Autre échange teinté d'humour (33 min 24 s), une allusion subtile aux débuts de Farrah Fawcett-Majors dans la série Drôles de Dames (Charlie's Angels en version originale) le mois suivant :
    - Steve : Tu es un ange
    - Trish : Je n'en suis pas un, Mr Austin et tu le sais bien. Mais c'est gentil de me l'avoir dit.

  - Dans les bureaux de Global Alarm, la compagnie de sécurité, les ongles de Trish sont transparents sur les plans larges et bleu argenté sur les gros plans, comme sur celui où elle examine le micro (15 min 11 s)
  - Il est assez déconcertant, lors de la première visite de Steve à la briquèterie, que les sbires de Wheel ne soient pas grièvement blessés par la palette entière de briques que Steve leur fait tomber dessus (25 min 04 s). On peut à cet instant entendre un effet sonore type « gazouillis » plus proche du dessin animé que de l'intensité dramatique propre à ce genre de scène (25 min 28 s).
  - Les auteurs perdent le fil de la chronologie dans les dernières scènes. Après avoir convaincu Trish de mener à bien le plan de diversion, Oscar dit à Steve que l'expert en art arrive à 19 heures et qu'il a donc 3 heures pour récupérer la statue (28 min 50 s). Ce qui signifie que le coup de téléphone a été reçu vers 16 heures. Vient ensuite une longue séquence au cours de laquelle Trish place le déclencheur d'alarme, échange la carte de visite, le déclencheur d'alarme est activé et Steve (vraisemblablement après un intervalle approprié) entre en tant que réparateur de l'alarme (32 min 10 s). Enfin, il se rend à l'appartement de Trish où elle s'est complètement changée et lui dit qu'elle doit distraire son fiancé entre 15h et 15h30 (33 min 45 s). Pour que tout soit exact, cela devrait avoir lieu après 16 heures
  - Pendant le combat final, Steve passe en courant devant le même four allumé (44 min 50 s) où il rencontrera Wheel quelques secondes plus tard (44 min 52 s).
  - À aucun moment à la fin de l'épisode il n'est fait mention de la réparation de la statue de manière que l'expert en art ne remarque rien lors de l'examen.

### Tanya
- Titre original : Love Song for Tanya
- Durée : 50 minutes
- Épisode n° 3-19. Première diffusion aux États-Unis : 15 février 1976
- Scénaristes : David H. Balkan et Allan Folsom
- Producteur : Lionel E. Siegel
- Producteur exécutif : Harve Bennett
- Réalisateur : Phil Bondelli
- Distribution :
  - Lee Majors : Steve Austin
  - Richard Anderson : Oscar Goldman
  - Cathy Rigby : Tanya Breski
  - Terry Kiser : Alexis Branovich
  - Alan Manson : Andre
  - Walker Edmiston : Ivan
  - Kurt Grayson : Uri Gargon
  - Curtis Credel : Directeur
  - Sheila Wills : Vendeuse
  - Michael Cartel : Garde
  - Elizabeth Treadwell : Serveuse
  - Avec la participation de Lindsay Wagner : Jaimie Sommers
- Résumé :

Steve est chargé par Oscar Goldman d'escorter la gymnaste russe Tanya Breski lors de sa tournée aux États-Unis. La mission est loin d’être aisée car l’assistant et protecteur de Tanya, Alexis Branovich, ne veut pas que Steve l’emmène dans des lieux pouvant lui donner des idées subversives. De plus, un groupe composé de Russes opposés à la « détente », espère pouvoir faire disparaître Tanya afin que les relations entre les deux superpuissances se détériorent. Les choses se compliquent après que Steve ait sauvé la vie de Tanya, puisque la gymnaste en vient à se déclarer amoureuse de lui et se dit prête à passer à l’Ouest...
- Commentaires :
  - Première américaine à avoir remporté une médaille dans une compétition mondiale de gymnastique, Cathy Rigby (Tania Brevski) a largement contribué à l’accroissement de la popularité de cette discipline en Amérique du Nord à partir des Jeux Olympiques de 1968. Il est à noter que des photos d’elle en train de pratiquer la gymnastiques ont été mises à bord des sondes spatiales Voyager. Ces photos, ainsi que des milliers d’autres sont censées représenter des témoignages de la vie sur Terre pour le cas où la sonde rencontrerait d’autres peuples ou espèces dans l’espace.
  - Nouvelle apparition de Lindsay Wagner dans le rôle de Jaime Sommers au tout début de l’épisode, alors qu’elle et Steve regardent Tanya lors de la prise de vue (01 min 50 s). On ne saura cependant jamais pourquoi Oscar Goldman l’a convoqué.
  - Mike Cartel était dans la même classe d'art dramatique que Lindsay Wagner au Madison Junior High School de North Hollywood, en Californie, pendant son année de terminale. 12 ans plus tard, ils se retrouvent dans cet épisode, bien qu'ils aient travaillé des jours différents et n'aient pas eu de scène en commun.
  - Lorsque Oscar parle avec Steve et Jamie au début de l'épisode, il enlève ses lunettes une première fois (04 min 02 s). Toutefois dans le plan suivant il les porte à nouveau pour encore les retirer (04 min 07 s)
  - La photo de Tanya que André montre à Ivan dans son bureau (08 min 32 s) semble avoir été prise lors de la rencontre avec Steve et Oscar (on remarque le miroir à lampe au second plan). Pourtant aucun photographe ne semblait être présent alors...
  - Lors de la tentative d'Ivan pour écraser Tanya avec sa voiture, il y deux plans de coupe qui sont totalement ratés :
    - Le gros plan d'Ivan patientant dans sa voiture (18 min 14 s) le montre dans le même fauteuil en cuir que celui du bureau d'André (08 min 26 s) et non pas dans le siège d'une voiture ;
    - Le gros plan sur le crissement de pneu de la voiture d’Ivan montre une voiture de couleur bleue-grise (18 min 19 s) alors que dans le plan large suivant, cette voiture est soudainement devenu brun-rouille (18 min 24 s) ;

  - La lettre de Tanya montrée à Oscar et Steve (28 min 58 s) correspond bien à la traduction qui en est faite par Alexis.
  - Le dossier confidentiel sur Uri Gargon qu'Alexis parcours (31 min 13 s) comporte plusieurs paragraphes assez drôles visiblement écrits du point de vue de l'un des scénaristes de la série :
    - « Étant donné que je n'ai rien d'autre à dire, je vais continuer à divaguer comme je le fais habituellement. Comme c'est le dernier jour de l'année, j'ai réussi à faire tout ce qu'il fallait. Dieu interdit que je quitte 1975 sans me ridiculiser. »
    - « Mais je prévois définitivement que l'année prochaine sera l'une des meilleures. Je m'attends, bien sûr, à être crédité à l'écran pour ce merveilleux travail que je fais en tapant un fichier confidentiel pour les encarts. Je pourrais le faire inscrire dans mon contrat, mais je pourrais aussi penser que je ne suis qu'un secrétaire, ... »

  - Lorsque Steve pénètre dans la résidence d'André (36 min 05 s), il brise inutilement la poignée d'une porte dont le dispositif de verrouillage est un pêne dormant actionné par une clé et situé au-dessus de cette poignée. De plus, il ne fait rien au pêne dormant, qu'il aurait dû casser pour pouvoir entrer.

### La Retraite
- Titre original : The Bionic Badge
- Durée : 50 minutes
- Épisode n° 3-20. Première diffusion aux États-Unis : 22 février 1976
- Scénariste : Wilton Denmark
- Producteur : Kenneth Johnson
- Producteur exécutif : Harve Bennett
- Réalisateur : Cliff Bole
- Distribution :
  - Lee Majors : Steve Austin
  - Richard Anderson : Oscar Goldman
  - Noah Beery : Officier Greg Banner
  - Alan Bergmann : M. Burman
  - Thomas Bellin : Gerry Martin
  - Stack Pierce : Officier Randolph
  - Susan Gay Powell : Cindy Walker
  - Howard McGillin : 2ème jeune homme
  - Mike Santiago : Officier Clint
- Résumé :

À la suite d’une série de vols de pièces atomiques, l'officier Greg Banner, un policier proche de la retraite, devient suspect étant donné qu’il n’a semblé faire aucun effort pour arrêter les voleurs alors qu’il était en service près des lieux des crimes. Steve se fait alors passer pour un officier de police et devient le nouveau partenaire de Banner lors de ses patrouilles. Les agissements étranges de Banner au cours de leurs patrouilles nocturnes conduisent Steve à penser que quelque chose ne va pas dans la santé de son partenaire. Pendant ce temps, le temps presse avant que la bombe atomique puisse être assemblée.
- Commentaires :
  - Le script de cet épisode aura droit à une version étendue lors de la saison 2 de Super Jaimie (Rinja Gabrin, épisodes 10 et 11). Même certains décors seront recyclés, comme les pièces du poste de police et surtout l’entrepôt où se cachent ceux qui ont volé les pièces atomiques.
  - Seconde apparition dans la série pour Noah Beery (Greg Banner), Tom Molson dans l'épisode final de la première saison, Vacances Forcées et Susan Gay Powell (Cindy Walker), Sœur Thérèse dans Opération Afrique, épisode 5 de la première saison également.
  - Steve adopte un nouveau pseudonyme, Steve Armory, pour donner le change en tant qu’agent de police. On s’étonne tout de même que personne ne reconnait sa véritable identité étant donné sa notoriété comme astronaute qui a fait de lui un héros national.
  - Lorsque Steve court pour maîtriser la bombe à la fin de l'épisode, un effet sonore de pulsation est ajouté au ralenti. C’est la première fois que l’on peut entendre ce genre d’effet sonore depuis Population Zéro.
  - Pour plusieurs scènes, Steve et Greg sont montrés alternativement dans des voitures différentes, une Ford LTD et une Plymouth Fury.

### Le Grand Frère
- Titre original : Big Brother
- Durée : 50 minutes
- Épisode n° 3-21. Première diffusion aux États-Unis : 7 mars 1976
- Scénariste : Kenneth Johnson
- Producteur : Lionel E. Siegel
- Producteur exécutif : Harve Bennett
- Réalisateur : Cliff Bole
- Distribution :
  - Lee Majors : Steve Austin
  - Richard Anderson : Oscar Goldman
  - Michael Salcido : Carlos Delgado
  - Maria-Elena Cordero : Margarita Delgado
  - John Hesley : Travailleur social
  - Ralph Wilcox : Directeur
  - Carl Crudup : Smiley
  - David Yanez : Chico
  - Jorge Cervera III : Jeune garçon
  - Anthony Mumolo : Instructeur de vol
  - Avec la participation de Lindsay Wagner : Jaimie Sommers
- Résumé :

Steve aide l'organisation Big Brothers (« Les Grands Frères ») dans leur campagne de promotion et décide de prendre l'un des garçons, Carlos Delgado, sous son aile. Le jeune homme, qui vit dans un quartier mal famé et qui a tendance à mépriser la loi, ne se montre pas très coopératif dans sa relation avec Steve. Patient, ce dernier persévère et finit par découvrir que Carlos possède un intérêt réel pour l’aviation. Mais le jeune homme subit les pressions d’un chef de gang qui menace sa famille s’il ne rembourse pas rapidement une importante dette de jeu. Alors que Carlos risque de replonger dans l’illégalité, Steve prend le risque d’intervenir directement pour le ramener dans le droit chemin.
- Commentaires :
  - L'organisme Big Brothers - Big Sisters (« Grands Frères et Grandes Sœurs ») existe réellement encore de nos jours au Canada et aux États-Unis. Fondé en 1904, son objectif et sa mission sont de venir en aide aux familles dans le besoin en permettant à des bénévoles triés sur le volet de devenir les mentors de leurs jeunes enfants et adolescents[25]. Uniquement nommé Big Brothers of America à l’époque du tournage de cet épisode, l'organisme a fusionné avec son pendant féminin, Big Sisters International, en 1977 pour former Big Brothers Big Sisters of America[26].
  - Le quartier de Carlos est en fait le décor extérieur de Brownstone Street que l’on peut voir dans plusieurs épisodes de séries télés produites par Universal, puisque ce décor fait partie intégrante des studios. Les images d'archives ajoutées en plus du décor sont malheureusement clairement antérieures aux années 1970 (voitures, style vestimentaire).
  - Pour économiser sur le budget, étant donné qu’il s’agissait de la fin de la saison, on peut voir Steve avoir une conversation avec Oscar à partir d’images tirés d’épisodes précédents dans la scène d’ouverture . Steve avait la bouche couverte par son masque à oxygène alors qu’il est à bord de l’avion, et Oscar également par le récepteur téléphonique. Il a alors suffi d’enregistrer leurs voix en post-synchronisation et le tour était joué.
  - Troisième et dernière apparition pour cette saison de Lindsay Wagner dans le rôle de Jaime Sommers.
  - En version française, Steve s'obstine à appeler le responsable du foyer pour mineur Hastings Harry alors qu'il est clairement indiqué sur la porte de son bureau que son nom est Larry Hamlin (03 min 50 s).
  - Autre traduction bancale : après que Steve a présenté Carlos à Jaimie et Oscar, ce dernier le fait sortir sous prétexte de lui montrer « d'autres modèles [de jets] dans mon bureau » (09 min 12 s) afin de laisser Jaimie et Steve seuls. Mais ils sont déjà dans le bureau d'Oscar ! La phrase originale est « You like jet fighters, eh? I got some models in the office here. ».
  - Les photos de Columbia qui ornent un coin du bureau d'Oscar sont des représentations artistiques du projet de navette spatiale (ainsi que la maquette). Elles démontrent la volonté de crédibilité quant aux activités scientifiques de l'O.S.I. et d'Oscar. En effet, à l'époque de la diffusion de cete épisode (mars 1976) les vols de test n'avaient pas encore commencé. Ils s'étaleront entre le 15 février 1977 (Taxi-test #1) et le 26 octobre 1977 (Free Flight #5)[27]. Le premier vol orbital officiel (STS-1) aura lui lieu le 12 avril 1981.
  - Les séquences aériennes des avions de chasse sont incohérentes, qu'il s'agisse du mauvais terrain ou des avions mal assortis. Lorsque Carlos et Steve arrient au terrain d'aviation (22 min 23 s), le jet au sol est un Lockheed F-104 "Starfighter", au décollage les images sont celles d'un McDonnell Douglas F-4 "Phantom II" (24 min 08 s). Retour au F-104 pour la majorité des plans en vol (sauf un qui montre à nouveau un F4 (26 min 05 s)) et à l'atterissage.
  - Lors du vol avec Carlos, la jugulaire du casque de Steve n'est pas attachée (25 min 10 s). Quel pilote expérimenté commettrait une telle erreur ?
  - Nouvelle traduction approximative : une fois dans l'appartement de Carlos (36 min 15 s), Steve commande « quatre pneus pour ma voiture », alors qu'il lui faut quatre pneus montés, c'est-à-dire quatre pneus plus les jantes.
  - Lors du scène du match de basket-ball, Hollywood Hills, quartier bien connu de Los Angeles situé dans les monts Santa Monica, est visible en arrière-plan (41 min 01 s) alors que le match est censé se dérouler dans une ruelle pauvre de Washington.
  - Lorsque Steve saute bioniquement pour attraper le tir de Smiley (45 min 25 s), le ballon qu'il attrape est beaucoup plus proche du panier dans le plan large que dans le plan rapproché.
  - Il faut être Steve Austin pour faire mentir l'adage : « White Men Can’t Jump » (Les Blancs ne savent pas sauter).
  - Dans la dernière scène, l'image de Steve est inversée alors qu'il regarde Carlos s'envoler, cela se voit à sa coupe de cheveux (47 min 15 s).